# トラフグ
トラフグ （虎河豚、英語: Japanese pufferfish、学名: Takifugu rubripes）は、フグ目フグ科に属する魚類。

## 分布・生息域
分布は、太平洋北西部、日本海西部、黄海、東シナ海など。北海道付近が北限。200mより浅い湾内などに群れをなして生息する。成長するまでは河口の汽水域にもいる。

## 形態・生態

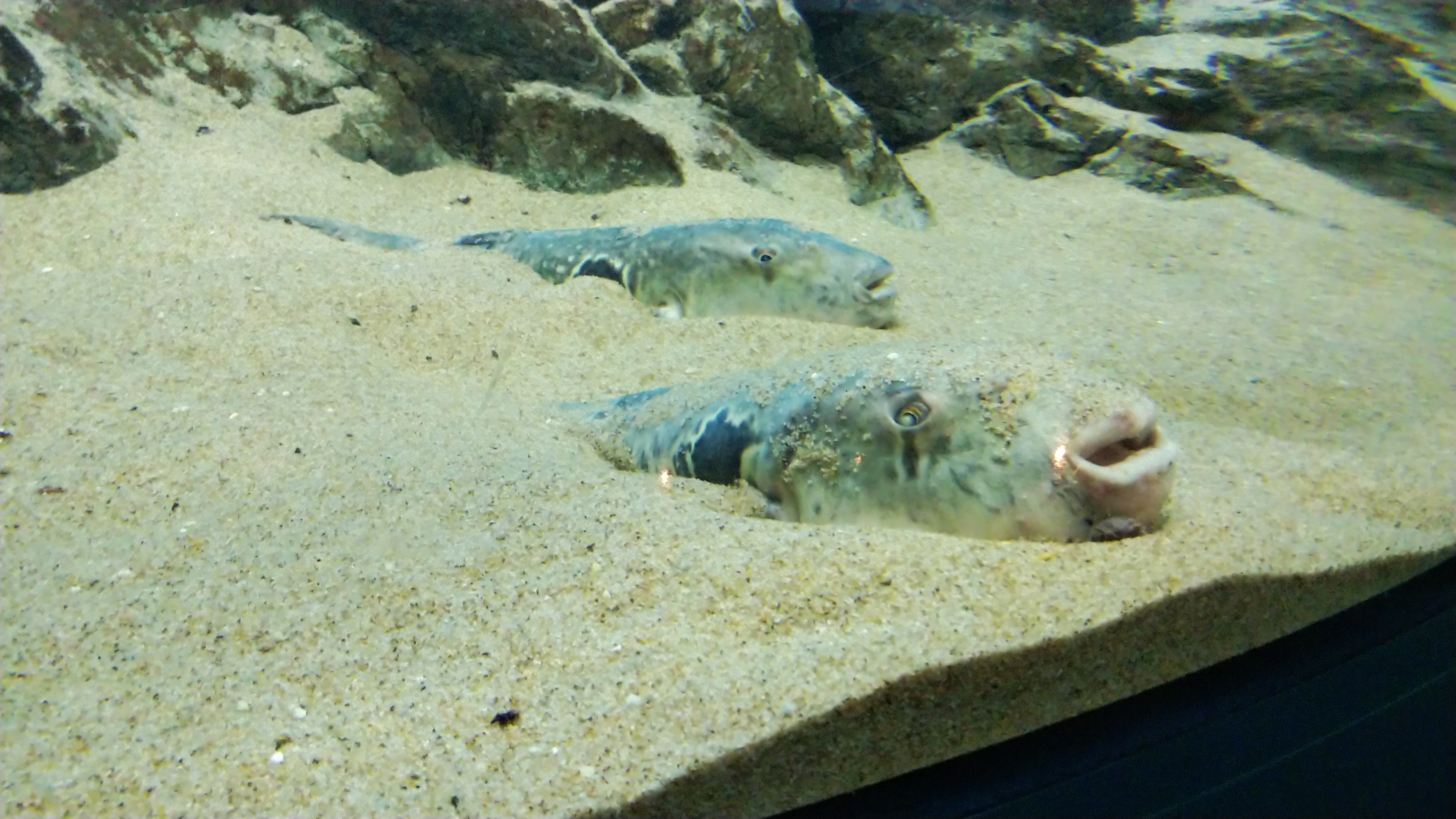
砂に潜るトラフグ（下関市立しものせき水族館）

成魚は体長70 cm程度になる。小魚、甲殻類、貝類などを食べる。3月から6月（初夏）にかけて水温が上昇すると同時に産卵する。主な産卵場所は博多湾、有明海、八郎潟、七尾湾、若狭湾、八代海、関門海峡周辺など。稚魚は産卵場所周辺で成長し、成魚になるにつれて移動、産卵場所へ帰ってくる。

## 人との関わり
食用として取引されるフグの中では最も高級とされる。他のフグ類同様に神経毒であるテトロドトキシンを含むため、業務として調理するには免許が必要である。特に肝臓と卵巣は毒性が強い。筋肉・皮膚・精巣は無毒、腸は弱毒。
生まれたての幼魚は無毒だが、トラフグが好んで食べる毒貝ハナムシロガイを好んで食べると体に毒を持つようになる。
本種は養殖もされる。近年では、毒をもたないトラフグの養殖がされるようになり、今後の動向が注目される（海のフォアグラも参照）ほか、2008年には栃木県那珂川町の株式会社夢創造が、2011年には長野県飯田市の飯田市南信濃振興公社（道の駅遠山郷を参照）が、ともに温泉水を用いた毒を持たないトラフグの養殖を成功させており「温泉トラフグ」の名称で地域活性化を行っている（有毒部位の販売はできない）。
2007年から2016年にかけてのトラフグ漁獲量は年々減少しており、2016年の漁獲量は189トンとなっている。
歯が鋭く咬む力がたいへん強いため、生きているフグの口に指を入れるのは非常に危険である。また、漁船の生け簀の中でフグ同士が喧嘩により傷つくのを防ぐため、捕獲したらすぐにプライヤーなどで歯を折る“歯切り”が行われる。もし噛まれれば最悪指を失うことになる。

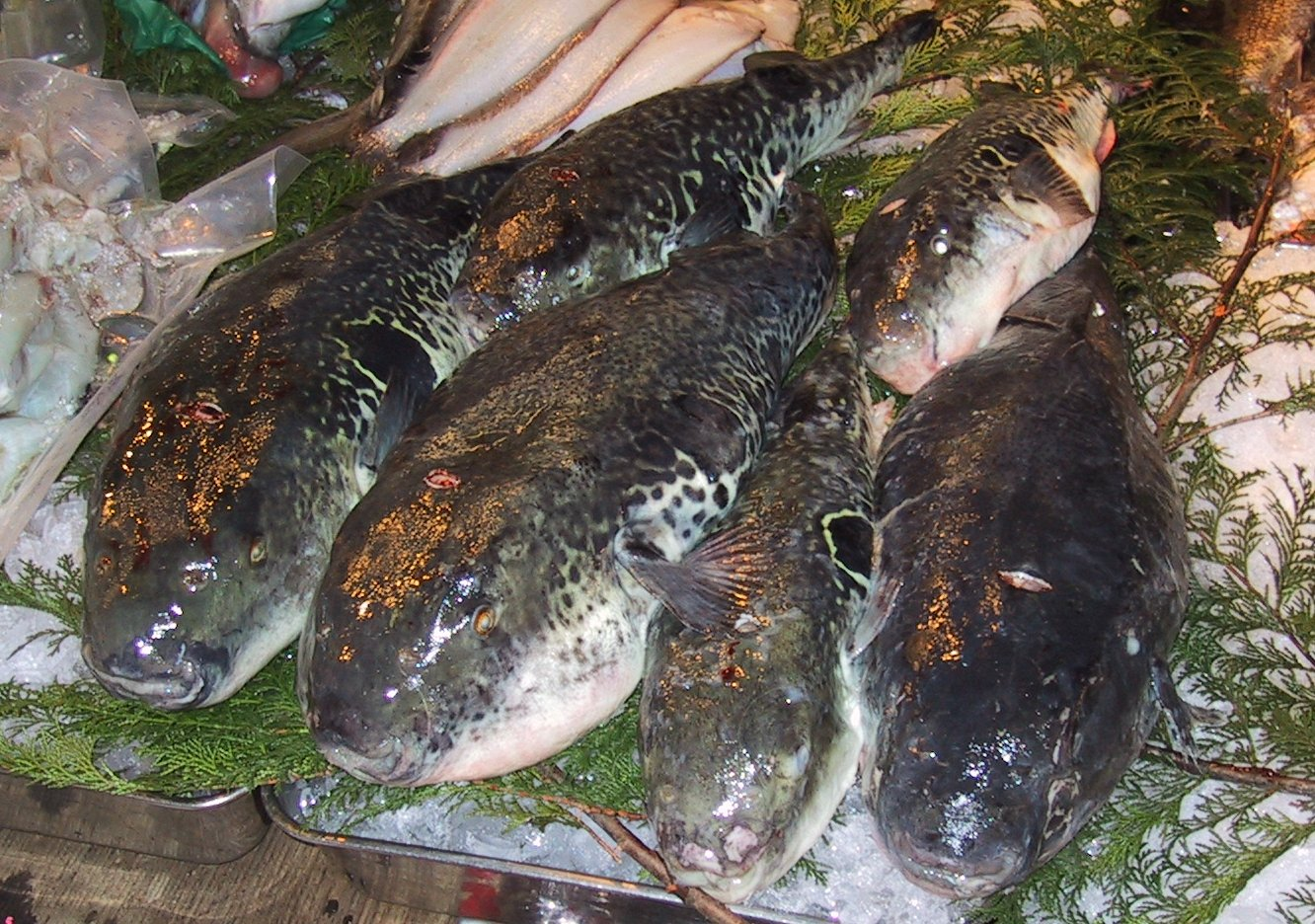
築地市場でのトラフグ。

## ゲノムプロジェクト
トラフグのゲノムにはジャンクDNA配列が非常に少なく、ゲノムサイズは 3.5 - 4 億塩基対と脊椎動物では最も小さい（ヒトゲノムは30億塩基対）が、遺伝子の数はヒトとほぼ同じであると考えられる。つまり遺伝子密度が高い生物といえる。これはゲノミクスなどでの遺伝子解析を容易にする。線虫をモデル生物として有名にしたシドニー・ブレナーは、このことに注目し、フグゲノムプロジェクトを立ち上げた。これによってトラフグは生物学において一躍有名になった。

## トラフグの自然免疫システム
ゲノムプロジェクトから明らかになったトラフグの免疫システムのうち、自然免疫系で重要な働きをするTLR遺伝子が明らかとなった。ヒトは10種類のTLR分子で体内に侵入する微生物を発見するが、トラフグにもヒトとほとんど同じ種類のTLR分子を持っており、ヒトと同様のシステムでトラフグ体内に侵入する微生物を認識すると考えられている。
しかし、トラフグにはヒトには存在しないTLR分子として、TLR21やTLR22分子を持っており、ヒトよりも、より鋭敏に体内に侵入した微生物を認識できると予想されている。